# 奥村展三
奥村 展三（おくむら てんぞう、1944年（昭和19年）8月10日 - ）は、日本の元政治家。衆議院議員（3期）、参議院議員（1期）、新党さきがけ幹事長、民主党総務委員長、（旧）国民民主党滋賀県連顧問、文部科学副大臣（スポーツ、科学技術担当）（野田内閣・野田第1次改造内閣・野田第2次改造内閣）、滋賀県議会議員（4期）などを歴任。

## 来歴
滋賀県甲賀郡（現・湖南市）生まれ。1973年（昭和38年）3月、滋賀県立甲賀高等学校（現滋賀県立水口高等学校）卒業。1976年（昭和41年）3月、立命館大学文学部中退。
1968年に甲賀高校野球部監督として第40回選抜高等学校野球大会に出場。水口青年会議所理事長を経て、1976年に甲西町議会議員に初当選。1979年から、滋賀県議会議員を4期務める。県議時代は自由民主党に所属していたが離党し、1995年の第17回参議院議員通常選挙に新党さきがけ公認で滋賀県選挙区から出馬。無所属の高田三郎に約2,800票差まで詰め寄られるも僅差で破り、当選した。
1999年（平成11年）8月、参院本会議で国旗及び国歌に関する法律に賛成票を投じた。2000年、衆議院への鞍替えのため参議院議員を辞職。第42回衆議院議員総選挙に滋賀3区から無所属で出馬したが、自民党の岩永峯一に敗れ、落選した。2002年の選挙区の区割り変更に伴い、新設された滋賀4区に岩永、奥村は揃って国替えし、2003年の第43回衆議院議員総選挙には民主党公認で出馬。選挙区では再び岩永に敗れたが、重複立候補していた比例近畿ブロックで復活し、3年ぶりに国政に復帰した。2005年の第44回衆議院議員総選挙でも岩永に敗れるが、比例復活により再選。
2009年の第45回衆議院議員総選挙では、滋賀4区で自民党新人の武藤貴也（岩永峯一は引退）を破り、当選した。同年10月、鳩山由紀夫執行部で民主党総務委員長に就任。翌2010年6月に発足した菅直人執行部においても引き続き総務委員長を務めた。

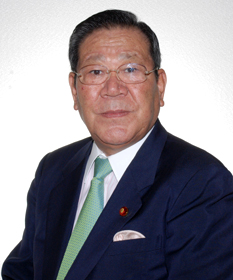
文部科学副大臣時に公表された肖像写真

2011年9月、野田内閣で文部科学副大臣（スポーツ、科学技術担当）に任命され、野田第1次改造内閣・野田第2次改造内閣でも再任。なお民主党入党後は小沢一郎の側近であり、一新会（小沢グループ）の会長代行を務めていたが、2012年7月に、野田内閣が推進する消費税増税を含む社会保障・税一体改革関連法案に小沢グループの議員の多くが反対して離党し、国民の生活が第一を結党した際には、この動きには加わらず、民主党に残留した。小沢グループ所属の議員では、奥村の他に三井辨雄・中塚一宏・階猛らも国民の生活が第一には加わらず、民主党に残留している。同年10月、民主党国会対策委員長代行に就任。
同年12月の第46回衆議院議員総選挙に民主党公認で滋賀4区から出馬したが、自民党新人の武藤貴也・日本維新の会新人の岩永裕貴（比例復活）に次ぐ3位で敗れ、比例復活もならず落選した。
2013年、第23回参議院議員通常選挙で民主党公認候補として比例区で出馬したが、落選した。
同年9月4日、年齢制限により次期衆院選の民主党の公認を得られる見通しが立たないことから政界引退を表明した。
2015年春の叙勲で旭日重光章受章。

### 家族
長男の奥村伸一は滋賀県立甲西高等学校在学時に第68回全国高等学校野球選手権大会（1986年）に出場し、近畿大学体育会硬式野球部→プリンスホテル硬式野球部でプレーした後に現在は母校の野球部監督を務めている。そして伸一の息子（展三の孫）である奥村展征（東京ヤクルトスワローズ）は日本大学山形高等学校3年次に内野手として第95回全国高等学校野球選手権大会（2013年）に出場し、2013年ドラフト会議で読売ジャイアンツから4位指名を受けて入団。別の孫（展征の弟）は龍谷大学付属平安高等学校2年次に第91回選抜高等学校野球大会（2019年）に出場。奥村家は親子三代で甲子園大会にゆかりのある野球人である。

## 所属していた団体・議員連盟
- 日韓議員連盟
- 在日韓国人をはじめとする永住外国人住民の法的地位向上を推進する議員連盟
- 人権擁護法案から人権を守る会
- 朝鮮通信使交流議員の会
- トラック議員連盟（会長）
- インクルーシブ教育を推進する議員連盟（副会長）